# Fiesta del domingo
Fiesta del domingo es un EP lanzado en 1972 y que contiene cuatro canciones: tres interpretadas por los chilenos Quilapayún, y una por Inti-Illimani. Este disco precede al álbum colectivo No volveremos atrás, en el cual se unen además Isabel Parra y Víctor Jara.

## Lista de canciones
| Fiesta del domingo |                       |                           |               |          |  |
| N.º                | Título                | Música                    | Intérprete    | Duración |  |
| 1.                 | «Fiesta del domingo»  | Sergio Ortega, Quilapayún | Quilapayún    |          |  |
| 2.                 | «A la mujer»          | Horacio Salinas           | Inti-Illimani |          |  |
| 3.                 | «¿Onofre? sí Frei»    | Sergio Ortega, Quilapayún | Quilapayún    |          |  |
| 4.                 | «No volveremos atrás» | Eduardo Yáñez             | Quilapayún    |          |  |